# Естеван Вілліан
Естеван Вілліан Алмейда де Олівейра Гонсалвес (порт.-браз. Estêvão Willian Almeida de Oliveira Gonçalves; нар 24 квітня 2007) — бразильський футболіст, правий вінгер «Челсі» і збірної Бразилії. Вважається одним із найталановитіших молодих футболістів у Бразилії.

## Клубна кар'єра
Естеван Вілліан розпочав футбольну кар'єру в академії клубу «Крузейро» у 2017 році. Якийсь час виступав під прізвиськом «Мессіньйо» (порт. Messinho) на честь Ліонеля Мессі, з яким його порівнювали за стилем гри. У 2018 році 10-річний Естеван підписав свій перший професійний контракт з компанією Nike, ставши наймолодшим бразильським гравцем в історії, який підписав комерційний контракт.
У травні 2021 року перейшов до футбольної академії клубу «Палмейрас», підписавши учнівський контракт. У складі юнацьких команд «Палмейраса» виграв чемпіонат штату Пауліста до 15 і до 17 років, Кубок Бразилії серед юнаків до 17 років та чемпіонат Бразилії до 17 років.
7 грудня 2023 року дебютував в основному складі «Палмейраса» в матчі бразильської Серії A проти «Крузейро». Загалом провів за рідну команду 43 матчі у Серії А та забив 13 голів.
22 червня 2024 року англійський клуб «Челсі» оголосив про угоду про перехід гравця, яка відбулась влітку 2025 року. Сума трансферу склала 34 млн євро, а ще 27 млн євро передбачено у вигляді бонусів.

## Кар'єра у збірній
У листопаді 2023 року у складі збірної Бразилії до 17 років зіграв на юнацькому чемпіонаті світу в Індонезії, забивши гол у матчі проти збірної Нової Каледонії і зробивши «дубль» у матчі проти Еквадору.
У серпні 2024 року 17-річний гравець отримав свій перший виклик до національної збірної Бразилії. 6 вересня 2024 року дебютував за збірну в матчі проти Еквадору.

## Досягнення
- Чемпіон Бразилії: 2023
- Переможець Чемпіонату Пауліста: 2024[15]

### Індивідуальні
- Найкращий новачок бразильської Серії А: 2024[16]
- У символічній збірній бразильської Серії А: 2024[16]
- Володар Золотого м'яча Бразилії: 2024[17]
- Трофей Меса Редонда: 2024[18]